# Боремельська сільська рада
Бореме́льська сільська́ ра́да — орган місцевого самоврядування в Дубенському районі Рівненської області. Адміністративний центр — село Боремель.

## Загальні відомості
- Боремельська сільська рада утворена в 1944 році.
- Територія ради: 70,458 км²
- Населення ради: 1 455 осіб (станом на 2001 рік)
- Середня щільність населення — 20,65 осіб/км².
- Територією ради протікає річка Стир.

На півночі Боремельська територіальна громада Дубенського району Рівненської області межує з Радомишельською сільською радою Луцького району Волинської області, Підлозцівською сільською радою Дубенського району Рівненської області, на сході – Бокіймівською сільською радою Дубенського району Рівненської області, на півдні з Демидівською селищною радою Дубенського району Рівненської області, на заході з Жабченською сільською радою Горохівського району Волинської області.

## Населені пункти
Сільській раді підпорядковані населені пункти:
| №  | Назва             | Тип  | Рік заснування | Площа км² | Населення (2001), ос. |
| -- | ----------------- | ---- | -------------- | --------- | --------------------- |
| 1  | Боремель          | село | 1366           | 36,265    | 989                   |
| 2  | Набережне         | село | 1465           | 4,536     | 323                   |
| 3  | Новий Тік         | село | 1713           | 3,526     | 57                    |
| 4  | Смиків            | село | 1624           | 1,724     | 25                    |
| 5  | Шибин             | село | 1598           | 3,458     | 61                    |
| 6  | Золочівка         | село |                |           |                       |
| 7  | Малеве            | село |                |           |                       |
| 8  | Пашева            | село |                |           |                       |
| 9  | Більче            | село |                |           |                       |
| 10 | Ниви Золочівські  | село |                |           |                       |
| 11 | Русино-Берестечко | село |                |           |                       |

## Склад ради
Рада складається з 16 депутатів та голови.
- Голова ради: Корінь Віктор Михайлович[2]

### Керівний склад попередніх скликань
| ПІБ                               | Основні відомості                                                 | Дата обрання | Дата звільнення |
| --------------------------------- | ----------------------------------------------------------------- | ------------ | --------------- |
| Жулинська Зіна Тимофіївна         | Сільський голова                                                  | 1949         | 1950            |
| Никитюк Павло Федорович           | Сільський голова                                                  | 1950         | 1950            |
| Махонько Павло Арсентійович       | Сільський голова                                                  | 1950         | 1951            |
| Карвіна Євгеній Степанович        | Сільський голова                                                  | 1951         | 1953            |
| Скришевський Олександр Григорович | Сільський голова                                                  | 1953         | 1954            |
| Карпенко Пилип Юхимович           | Сільський голова                                                  | 1954         | 1954            |
| Шумко Гаврило Денисович           | Сільський голова                                                  | 1954         | 1955            |
| Карпенко Леонід Пилипович         | Сільський голова                                                  | 1955         | 1961            |
| Собчук Олександр Євгенійович      | Сільський голова                                                  | 1961         | 1965            |
| Карпенко Леонід Пилипович         | Сільський голова                                                  | 1965         | 1965            |
| Хоміцький Антон Михайлович        | Сільський голова                                                  | 1965         | 1967            |
| Кушаба Ростислав Дмитрович        | Сільський голова                                                  | 1967         | 1978            |
| Бобрик Валентина Порфирівна       | Сільський голова                                                  | 1978         | 1984            |
| Гелета Валентина Сергіївна        | Сільський голова                                                  | 1984         | 1985            |
| Нагорнюк Микола Васильович        | Сільський голова, 1955 року народження, освіта вища, безпартійний | 26.03.2006   | 31.10.2010      |
| Нагорнюк Микола Васильович        | Сільський голова, 1955 року народження, освіта вища, безпартійний | 31.10.2010   | 2015            |

Примітка: таблиця складена за даними сайту Верховної Ради України

### Депутати
За результатами місцевих виборів 2010 року депутатами VI скликання стали:

#### За суб'єктами висування
| Суб'єкт висування                                       | Кількість обраних депутатів | %    |
| ------------------------------------------------------- | --------------------------- | ---- |
| Політична партія Всеукраїнське об'єднання «Батьківщина» | 7                           | 43,8 |
| Самовисування                                           | 3                           | 18,8 |
| Українська Народна Партія                               | 3                           | 18,8 |
| Народна партія                                          | 2                           | 12,5 |
| Партія регіонів                                         | 1                           | 6,3  |

#### За округами
| № округу                                                | Прізвище, ім'я, по батькові     | Дата визнання обраним | Освіта                    | Партійна приналежність                        | Відомості про обраного депутата                    |
| ------------------------------------------------------- | ------------------------------- | --------------------- | ------------------------- | --------------------------------------------- | -------------------------------------------------- |
| Народна Партія                                          |                                 |                       |                           |                                               |                                                    |
| 12                                                      | Ткачук Євген Георгійович        | 02.11.2010            | Освіта середня            | член Народної партії                          | Дублянське лісництво, лісник                       |
| 14                                                      | Крутяк Надія Олексіївна         | 02.11.2010            | Освіта середня            | член Народної партії                          | територіальний центр, соціальний працівник         |
| Партія регіонів                                         |                                 |                       |                           |                                               |                                                    |
| 10                                                      | Бобрик Віктор Дмитрович         | 02.11.2010            | Освіта середня спеціальна | член Партії регіонів                          | Боремельська сільська рада, землевпорядник         |
| Політична партія Всеукраїнське об'єднання «Батьківщина» |                                 |                       |                           |                                               |                                                    |
| 1                                                       | Кротік Сергій Федорович         | 02.11.2010            | Освіта вища               | позапартійний                                 | Боремельський навчально-виховний комплекс, вчитель |
| 2                                                       | Шевчук Анатолій Петрович        | 02.11.2010            | Освіта вища               | член Всеукраїнського об'єднання «Батьківщина» | пенсіонер                                          |
| 3                                                       | Гомон Валентина Сергіївна       | 02.11.2010            | Освіта вища               | член Всеукраїнського об'єднання «Батьківщина» | пенсіонер                                          |
| 6                                                       | Данилюк Георгій Арсентійович    | 02.11.2010            | Освіта середня            | член Всеукраїнського об'єднання «Батьківщина» | пенсіонер                                          |
| 7                                                       | Ковальчук Григорій Олексійович  | 02.11.2010            | Освіта середня            | член Всеукраїнського об'єднання «Батьківщина» | ТЗОВ «Агро-інтрейд», охоронець                     |
| 8                                                       | Кухарук Марія Григорівна        | 02.11.2010            | Освіта середня            | член Української Народної Партії              | пенсіонер                                          |
| 9                                                       | Григор'єва Валентина Онуфріївна | 02.11.2010            | Освіта середня            | член Всеукраїнського об'єднання «Батьківщина» | Млинівський держстрах, інспектор                   |
| Українська Народна Партія                               |                                 |                       |                           |                                               |                                                    |
| 5                                                       | Гнатюк Анатолій Петрович        | 02.11.2010            | Освіта середня спеціальна | позапартійний                                 | ТЗОВ «Ніколь», директор                            |
| 13                                                      | Волощишин Віктор Євгенович      | 02.11.2010            | Освіта середня            | член Української Народної Партії              | тимчасово не працює                                |
| 16                                                      | Нищий Олександр Аркадійович     | 02.11.2010            | Освіта середня спеціальна | член Української Народної Партії              | тимчасово не працює                                |
| Самовисування                                           |                                 |                       |                           |                                               |                                                    |
| 4                                                       | Нища Тетяна Григорівна          | 02.11.2010            | Освіта вища               | позапартійна                                  | дитячий садок с. Боремель, завідувачка             |
| 11                                                      | Луцюк Жанна Василівна           | 02.11.2010            | Освіта середня спеціальна | позапартійна                                  | Боремельська сільська рада, військовий обліковець  |
| 15                                                      | Нища Лариса Василівна           | 02.11.2010            | Освіта вища               | позапартійна                                  | Боремельська сільська рада, секретар               |

## Господарська діяльність
Основним видом господарської діяльності населених пунктів сільської ради є сільськогосподарське виробництво.
На території громади є ліси Рівненського держлісгоспу, загальною площею 490.35 га; землі водного фонду займають 662.35 га в тому числі під водосховищем 499,44 га, під ставками 82,16 га. На околиці села Новий Тік розвідано достатні поклади глини. Поблизу села Берестечко знаходиться, недіючий на сьогоднішній день, торф’яний кар’єр.
Аграрний сектор економіки громади представлений шістьма господарствами, у користуванні яких перебуває 4274,4 га ріллі. В основу діяльності покладено вирощування зернових та технічних культур, в тому числі і цукрових буряків, кормових культур, картоплі тощо. Сільськогосподарські підприємства нарощують площі посіву сільськогосподарських культур та поголів’я свиней.
Найбільші агроформування громади – ТзОВ «Добрий урожай», ТзОВ «Городище», ТзОВ «Хавест-агро» та ФГ «Добробут», ФГ «Новий Тік», СФГ «Зоря», які на основі сучасних технологій і техніки, з року в рік нарощують виробництво продукції рослинництва і тваринництва.
На території громади ведуть підприємницьку діяльність двадцять фізичних осіб підприємців, які забезпечують надання різних видів послуг населенню, а також у населених пунктах Боремель, Малеве та Ниви-Золочівські, проводиться виїзна торгівля.
Державну політику в галузі освіти громади забезпечують:
- Боремельський навчально-виховний комплекс «загальноосвітня школа І-ІІ ступенів-колегіум»,
- Малівська ЗОШ I-III ст.,
- Золочівська ЗОШ І-ІІ ст.,
- Берестецька ЗОШ І ст.
- Пашевська ЗОШ І ст.,

у яких навчається 420 учнів;
Дошкільно-навчальний заклад с. Боремель - «Малятко», с. Золочівка – «Лелека» та с. Малеве «Барвінок» у яких виховується 113 дітей.
Мережа закладів культури становить 6 установ: 1 Будинок культури, 2 сільських клуби та 3 бібліотеки.
Медична мережа громади включає 2 лікарські  амбулаторії  загальної практики-сімейної медицини, та три  фельдшерсько-акушерські пункти.
Надходження коштів до бюджету за 2016 рік у розрізі сільських рад, що увійшли до складу сільської ради склали:
- Боремельська сільська рада – 795,9 тис.грн., виконання планових показників становить 107 %. Значну частину надходжень забезпечено за рахунок єдиного податку, надходження якого за 2016 рік склало 260.68 тис.грн., плата за землю – 55.11 тис.грн., акцизний податок – 33.15 тис.грн. та інші.
- Малівська сільська рада - 1195.8 тис.грн., виконання планових показників становить 112.1%. Значну частину надходжень забезпечено за рахунок єдиного податку, надходження якого за 2016 рік склало 780.7 тис.грн., плата за землю – 629.3 тис.грн., акцизний податок – 54.8 тис.грн. та інші.
- Золочівська сільська рада - 770.1 тис. грн., виконання планових показників становить 139.6 %. Значну частину надходжень забезпечено за рахунок єдиного податку, надходження якого за 2016 рік склало 512.1 тис. грн., плата за землю – 123.6 тис. грн., акцизний податок – 1.0 тис. грн. та інші.

За кошти грантів, субвенцій та бюджету Боремельської сільської ради у 2015 році реалізовано ПРОООНівський проект «Відновлення вуличного освітлення в с. Боремель із застосування LED ламп» на суму 396 тис. грн.
За кошти грантів, субвенцій та бюджету Малівської сільської ради у 2016 році реалізовано:
- ПРОООНівський проект «Відновлення  вуличного освітлення в с.Малеве із застосування LED ламп» на суму 300.1 тис.грн.;
- Проект «Забезпечення мешканців с.Пашева Малівської сільської ради якісною питною водою», обласний конкурс, на суму 93.2 тис.грн.;
- Проект «Впровадження інноваційної енерго та ресурсозберігаючої системи освітлення по вул.Весела та Надстирна с.Берестечко», районний конкурс, на суму 92.8 тис.грн.;
- Проект «Забезпечення клубу села Малеве інформаційно-технічним обладнанням: мультимедійним проектором та екраном», районний конкурс, на суму 20 тис.грн.

Інфраструктура ОТГ потребує вдосконалення. Необхідно вирішити ряд проблем щодо капітального та поточного ремонту доріг. Завершити освітлення вулиць.
Сільськими радами, які увійшли до складу ОТГ, постійно проводилась робота по піклуванню про соціально-незахищені категорії громадян. Протягом 2016 року було виплачено матеріальні допомоги на загальну, суму 43,8 тис. грн. в т.ч. 24,4 тис. грн. учасникам АТО та їх сім’ям.

## Населення
За переписом населення України 2001 року в сільській раді мешкала 1451 особа.

### Мова
Розподіл населення за рідною мовою за даними перепису 2001 року:
| Мова       | Відсоток |
| ---------- | -------- |
| українська | 99,11 %  |
| російська  | 0,89 %   |